# Dienerinnen des Heiligsten Herzens Jesu

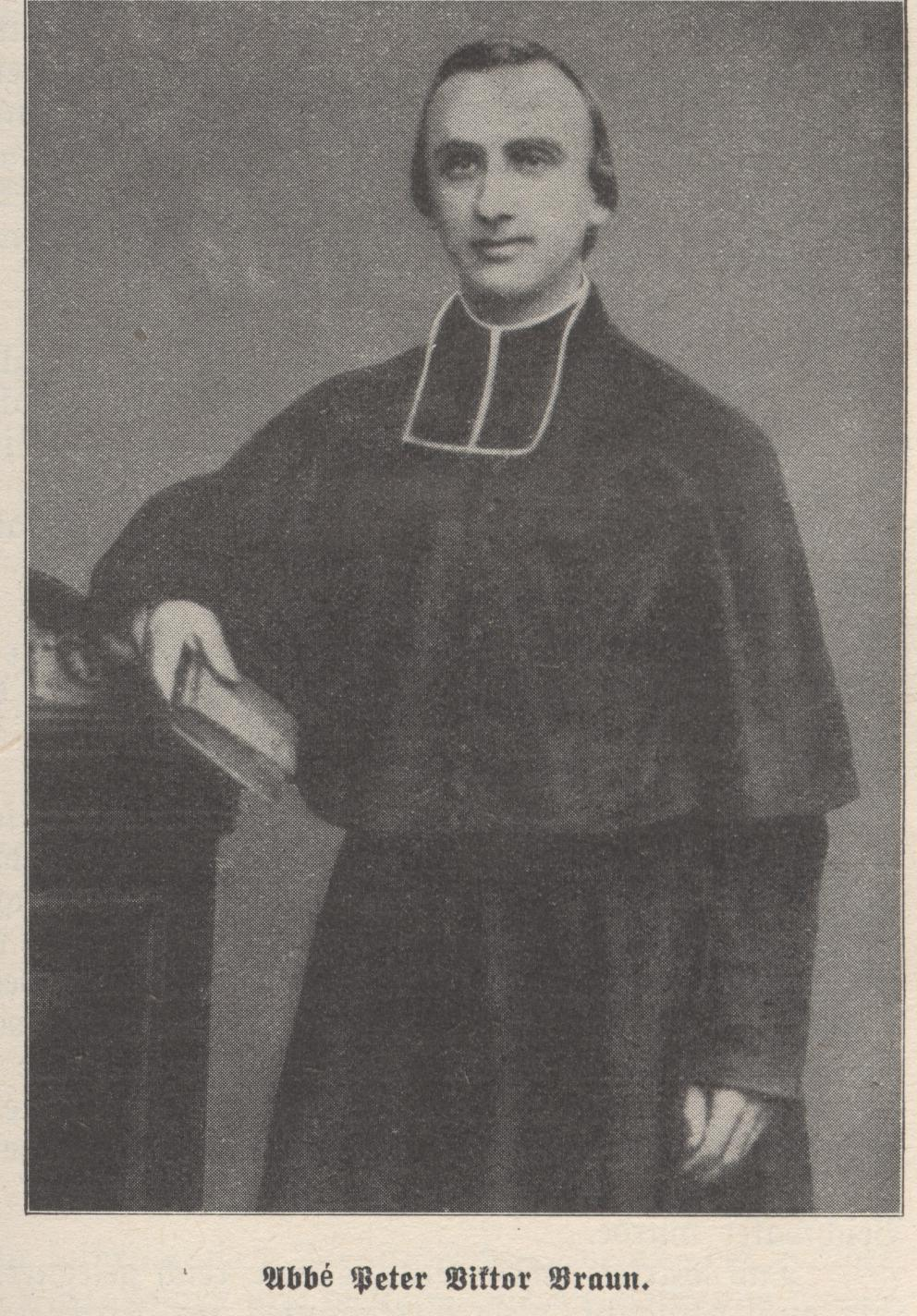
P. Peter Viktor Braun

Die Dienerinnen des Heiligsten Herzens Jesu sind eine katholische Ordensgemeinschaft.

## Geschichte
Die Schwesterngemeinschaft wurde in Argenteuil, Frankreich, im Jahr 1866 von dem lothringischen Priester Peter Viktor Braun nach augustinisch-salesianischer Observanz gegründet. Die Gemeinschaft ging aus einer Gruppe von Frauen hervor, die Pater Braun in seiner karitativen Arbeit unterstützten. Pater Braun weihte die Gruppe am 17. Oktober 1866 dem Heiligsten Herzen Jesu. 
Am 28. Februar 1868 fand die erste feierliche Einkleidung in der Kapelle der Dominikanerinnen zu Sèvres, nahe Paris, statt. Am 28. Januar 1917 erhielt die neue Gemeinschaft die endgültige Approbation. Das Mutterhaus ist seit 1883 in Versailles. Es entstanden selbständige Niederlassungen in England und in Wien. Die Schwestern widmen sich der karitativen Arbeit, vor allem dem Mädchenschutz und der Armen- und Behindertenpflege.

## Niederlassungen
Nach dem Deutsch-Französischen Krieg konnten die deutschen Schwestern nicht zurück nach Frankreich. So wurde 1873 eine Niederlassung in Wien gegründet mit einer Tochtergründung bei Köln. Die Wiener Niederlassung wurde 1893 autonom. Ihre Konstitutionen wurden am 23. Februar 1926 approbiert. Heute gibt es Niederlassungen in Deutschland, Österreich, Polen und der Tschechischen Republik.
In London wurde eine autonome Niederlassung als Sisters of the Sacred Heart of Jesus gegründet, die 1910 eine Gründung in Australien vornahm.

## Föderation Viktor Braun
Die drei selbständigen Gemeinschaften gründeten die Föderation Viktor Braun, die am 4. Juli 2003 vom Heiligen Stuhl approbiert wurde. Sie umfasst die drei unabhängigen Institute, die aus der Gründung im Jahr 1866 hervorgegangen sind: Sisters of the Sacred Hearts of Jesus and Mary (England, Bistum Brentwood), Sœurs Servantes du Sacré Cœur de Jésus (Frankreich, Bistum Versailles) und die Dienerinnen des heiligsten Herzens Jesu mit ihrem Mutterhaus in Wien. Die Föderation ist päpstlichen Rechtes.